# 弗魯特蘭鎮區 (密歇根州)
弗魯特蘭鎮區（英語：Fruitland Township）是位於美國密歇根州馬斯基根縣的一個行政鎮區。

## 地方資料
弗魯特蘭鎮區的面積為99.00平方千米，當中陸地面積為93.90平方千米，而水域面積為5.20平方千米。根據2020年美國人口普查的數據，當地共有人口5793人，而人口密度為每平方千米58.52人。